# Nestor Ngoy Katahwa
Nestor Ngoy Katahwa (Nonge, 24 maart 1943) is een Congolees rooms-katholiek geestelijke en bisschop-emeritus.
Hij werd geboren in Nonge bij Kongolo in het noorden van Katanga en werd op 23 augustus 1970 tot priester gewijd. Hij werkte gedurende drie jaar als vicaris in een parochie en werd daarna naar Rome gestuurd voor verdere studies. Hij studeerde af aan de Pauselijke Salesiaanse Universiteit als doctor in de opvoedkunde. Daarna werkte hij van 1981 tot 1989 aan het grootseminarie van Lubumbashi, eerst als professor, daarna als rector. Op 8 december 1989 werd hij benoemd tot bisschop van Manono en op 26 februari 1990 werd hij tot bisschop gewijd. In 2000 werd hij bisschop van Kolwezi. Op 11 januari 2022 werd het ontslag van de 79-jarige bisschop aanvaard en ging Ngoy Katahwa met emeritaat.